# Thorpe, Norfolk
Thorpe är en by i civil parish Haddiscoe, i distriktet South Norfolk, i grevskapet Norfolk i England. Byn är belägen 13 km från Great Yarmouth. Thorpe next Haddiscoe var en civil parish fram till 1935 när blev den en del av Haddiscoe. Civil parish hade 78 invånare år 1931.